# Посёлок отделения № 3 ОПХ КНИИСХ
Посёлок Отделения № 3 ОПХ КНИИСХ — посёлок в Прикубанском внутригородском округе города Краснодара. Входит в состав Берёзовского сельского округа.

## География
Посёлок отделения № 3 опытного хозяйства Краснодарского НИИ сельского хозяйства расположен в северо-западной части городского округа Краснодара. Посёлок окружен садоводческими товариществами и является анклавом внутри городской черты Краснодара.

## История
Посёлок зарегистрирован 15 ноября 1977 года в подчинении Ленинского района Краснодара. 17 апреля 1978 года передан в подчинение Прикубанскому району.
К 1988 году он вошёл в состав Берёзовского сельсовета Прикубанского района.
По данным текущего учёта на 1 января 1999 года на основе переписи 1989 года в посёлке Берёзовского сельского округа в 17 хозяйствах постоянно проживал 51 человек.
До недавнего времени посёлок состоял из четырёх блокированных жилых домов, в 2010-х годах три из них были снесены, остался лишь дом №3.
В границах посёлка находится также садоводческое товарищество КНИИСХ-2 и небольшая часть садоводческого товарищества №13 завода имени Седина.

## Население
| 2002 | 2010 |
| ---- | ---- |
| 50   | ↗64  |

По переписи 2002 года в национальной структуре населения русские составляли 80 %.
По переписи 2010 года — 64 человека (32 мужчины, 32 женщины).